# علم مناعة العظام
علم مناعة العظام (Osteoimmunology)، (مصطلح يتكون من ثلاثة مقاطع، عَظْمون όστέον من الإغريقية وتعني «العظام»، immunitas من اللاتينية وتعني «المناعة»، لوغوس λόγος من الإغريقية وتعني «المعرفة»)، وهو علم دراسة العلاقة والتفاعلات بين منظومة الجهاز الهيكلي والجهاز المناعي، والتي تُشكل ما يُعرف «بنظام مناعة العظام» (osteo-immune system) كما يهتم بدراسة الآليات والمكونات المشتركة بين كِلا النظامين في الفقاريات، والتي تشمل دراسة المربوطات، المستقبلات، الجزيئات المؤشرة وعوامل النسخ. تمثل الحالات الطبية التالية مثالاً على مجالات اهتمام علم مناعة العظام: النقائل العظمية، التهاب المفاصل الروماتويدي، تخلخل العظم، تصخر العظم، وأمراض النسج الداعمة. أظهرت بعض الدراسات في علم مناعة العظام العلاقة بين الاتصالات الجزيئية في خلايا الدم والأمراض البِنْيَوِيَّة الهيكلية في الجسم.

## المتشابهات في النظام
يُعد حلف بروتينات رانكل-رانك-أو بي جي (بروتيگيرين العظم) مثالاً هامًا على نظام الإشارات في كُلٍّ من العظم واتصالات الخلايا المناعية. تُترجم الخلايا العظمية والخلايا التائية المُنَشِّطة إشارات الرانكل، بينما تعمل الخلايا التغصنية (DCs) والأوستيوكلاست (الخلايا المُحطمة للعظم) على ترجمة الرانك، ويمكن استخلاص كُلٍ منهما من الخلايا السلفية النقوية. يعمل كلٌّ من بروتين رانكل الموجود بالخلية العظمية ورانكل المُفرز على إرسال الإشارات الضرورية إلى سلائف الخلايا العظمية التي تتمايز بدورها إلى أوستيوكلاست. تؤدي إشارات الرانكل في الخلايا التائية إلى تنشيط الخلية التغصنية من خلال إنشاء علاقة مع بروتين الرانك في الخلايا التغصنية. تعمل الخلايا التغصنية على إنتاج بروتيگيرين العظم (OPG)؛ الذي يُعد مُسْتَقْبِلاً فعالاً قابلاً للذوبان ويعمل بشكلٍ دائمٍ خادعٍ وتنافسي على منع الاتصال بين رانكل ورانك

## التأثير المتبادل
يُعد تجويف نخاع العظم عاملًا هامًا لإنتاج الخلايا الجذعية من أجل الحفاظ على الجهاز المناعي، كما يُساعد على تطوره السليم وتدعيمه. وفي ضوء ذلك، تعمل الخلايا المناعية على إنتاج السيتوكينات التي تلعب دورًا رئيسيًا في تنظيم استتباب العظم. كما تلعب بعض السيتوكينات؛ التي يُنتجها الجهاز المناعي وتشمل بروتين رانكل، إم-سي إس إف، تي ان اف - ألفا، الإنترلوكنات والإنترفيرونات، دورًا هامًا في تنشيط تمايز خلايا الأوستيوكلاست ووظائفها، بالإضافة إلى تحفيز ارتشاف العظم. في حالات الالتهاب المزمن، قد يتأثر التوازن الطبيعي في عمليتي بناء العظم وإعادة نمذجته تأثرًا كبيرًا مُحدثًا اضطرابات مؤلمة و/أو مرئية، في استقلاب العظم.